# Premis YoGa 2023
Els 33ns Premis YoGa foren concedits al "pitjoret" de la producció cinematogràfica de 2022 per Catacric la nit del 18 de febrer de 2023 "en un lloc cèntric de Barcelona" per un jurat anònim que ha tingut en compte les apreciacions, comentaris i suggeriments dels lectors de la seva web, de Facebook i de Twitter.

## Guardonats
| Secció           | Premi              | Nom                                         | Guanyador                                                                                   |
| ---------------- | ------------------ | ------------------------------------------- | ------------------------------------------------------------------------------------------- |
| Cinema estranger | Pitjor pel·lícula  | "Deu ximples (i una ceba)"                  | Punyals per l'esquena: El misteri de Glass Onion de Rian Johnson                            |
| Cinema estranger | Pitjor director    | "Tocomocho i mig"                           | Alejandro González Iñárritu, per Bardo, falsa crónica de unas cuantas verdades              |
| Cinema estranger | Pitjor actor       | "Tot alhora a tot arreu"                    | Christian Bale, per Thor: Love and Thunder, Amsterdam i The Pale Blue Eye                   |
| Cinema estranger | Pitjor actriu      | "Llicència per fallar"                      | Jessica Chastain, Penélope Cruz, Fan Bingbing, Diane Kruger i Lupita Nyong'o per Agents 355 |
| Cinema espanyol  | Pitjor pel·lícula  | "El Mag d’Atroz"                            | Rainbow de Paco León                                                                        |
| Cinema espanyol  | Pitjor director    | "El teu buit i tu"                          | Álex de la Iglesia, per Veneciafrenia i El cuarto pasajero                                  |
| Cinema espanyol  | Pitjor actor       | "L’insuportable pes d’un talent descomunal" | Joel Joan, per Escape Room: La pel·lícula                                                   |
| Cinema espanyol  | Pitjor actriu      | "Algú es va cagar sobre el niu del cucut?"  | Bárbara Lennie, per Los renglones torcidos de Dios                                          |
| Especials        | Empresa televisiva | "Tot per la pasta"                          | Netflix                                                                                     |
| Especials        | Estrenes           | "La història interminable"                  | a l’excessiva durada de moltes pel·lícules estrenades el 2022.                              |
| Especials        | Un dels nostres    | "A temps complet"                           | Toni Garcia Ramon                                                                           |